# Ролье, Батист
Батист Ролье (фр. Baptiste Rollier; 27 августа 1982) — швейцарский ориентировщик, призёр чемпионатов мира и Европы по спортивному ориентированию.
В составе швейцарской мужской сборной становился призёром чемпионата мира в Чехии 2008.
В том же 2008 году на чемпионате Европы в эстафетной команде в составе (Батист Ролье, Даниэль Хубман, Матиас Мерц) завоевал серебряные медали в эстафете, уступив только российской команде (Д.Цветков, А.Храмов, В.Новиков).
Как и большинство ориентировщиков из мировой элиты выступает за скандинавские клубы.
В 2006 году в составе клуба Vehkalahden Veikot выиграл престижнейшую финскую эстафету Юкола.
В 2008 году в составе уже своего нового клуба Kristiansand OK выиграл шведскую эстафету десяти участников Tiomila. На разных этапах эстафеты за клуб Kristiansand OK так же бежали швейцарец Даниэль Хубман, француз Дамьен Ренар, норвежец Хольгер Хотт.